# روودنو
روودنو (به لاتین: Roudno) یک منطقهٔ مسکونی در جمهوری چک است که در شهرستان برونتال واقع شده‌است. روودنو ۱۷۹ نفر جمعیت دارد و ۵۷۷ متر بالاتر از سطح دریا واقع شده‌است.